# Heidemarie Rosendahl
Heidemarie Ecker-Rosendahl (Hückeswagen, 14 de fevereiro de 1947) é uma ex-atleta e bicampeã olímpica alemã. Competindo pela então Alemanha Ocidental, ela conquistou duas medalhas de ouro em salto em distância e revezamento 4X100 m em Munique 1972.
Filha de um campeão alemão de lançamento de disco, sua primeira grande conquista internacional foi em 1970, quando quebrou o recorde mundial do salto em distância em Turim, Itália, estabelecendo a marca de 6,84 m, que durou por cinco anos. Nos Jogos Olímpicos de Munique, dois anos depois, "Heide" conquistou o ouro saltando 6,78m e no dia seguinte ficou em segundo no pentatlo, ganhando a medalha de prata em prova vencida pela britânica Mary Peters.
Mostrando sua versatilidade como atleta e seu preparo, no último dia dos Jogos ela ajudou a equipe alemã a vencer  o revezamento feminino 4X100 m quebrando o recorde olímpico e mundial (42s81), ao lado de Christiane Krause, Ingrid Becker e Annegret Richter.
Heide foi eleita a Esportista do Ano da Alemanha em 1970 e 1972, e entre 1976 e 1990 foi treinadora na divisão de atletismo do TSV Bayer 04 Leverkusen. Seu filho Danny Ecker tornou-se um atleta de nível internacional no salto com vara, campeão do Campeonato Europeu Indoor de Atletismo em 2007.